# Histoire de Saint-Eustache

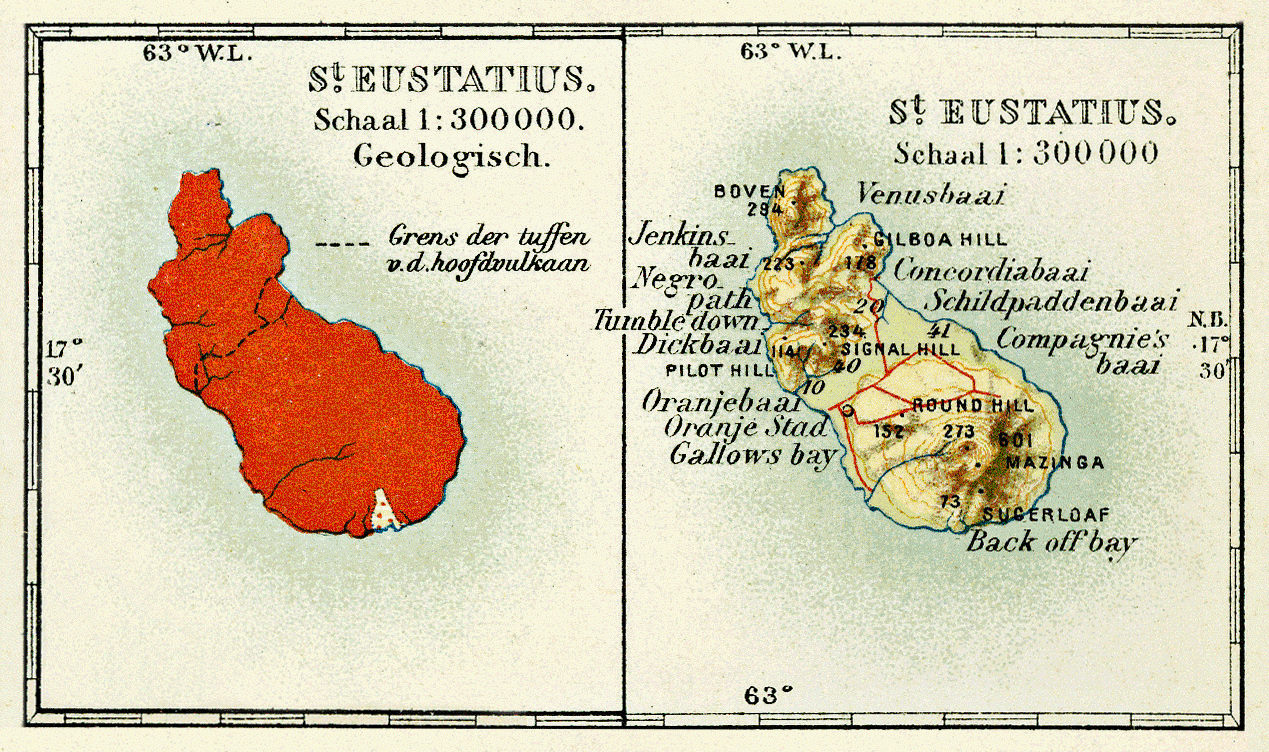
Double plan (vers 1915)

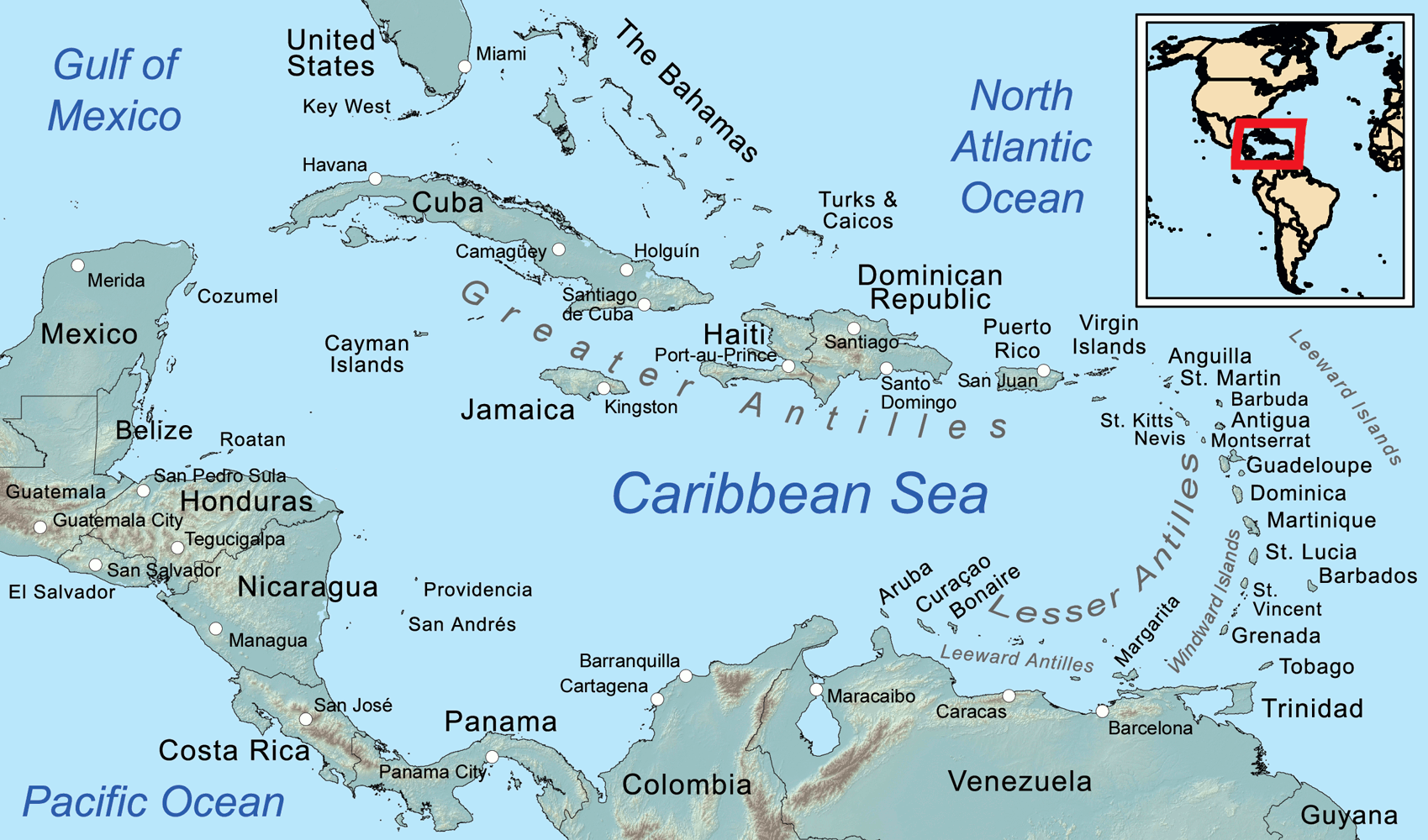
Espace caraïbe

L'histoire de Saint-Eustache, petite île (21 km2) des Antilles néerlandaises, en a fait un centre de commerce important après avoir été une colonie strictement agricole au milieu du XVIIIe siècle. Saint-Eustache a en particulier approvisionné les Antilles françaises en esclaves lors des premières décennies d'essor de la culture du sucre.
L'île est actuellement habitée par 3 242 habitants insulaires, principalement Afro-Caribéens parlant anglais et/ou néerlandais et/ou tel créole.

## Premiers habitants (750c-1500c)
Les premiers habitants de Saint-Eustache sont des Amérindiens des Antilles Kalinago (Caraïbes / Karib), arrivés d'Amérique du Sud (Venezuela, Orénoque), par le chapelet des îles, à la fin du VIIIe siècle.

## Découverte(1493)
L'île est aperçue par Christophe Colomb en 1493.
Elle change 22 fois de puissance coloniale au cours des 300 années qui suivent.
Saint-Eustache tire son nom du saint catholique du même nom, généralement fêté le 20 septembre (en contexte catholique français).

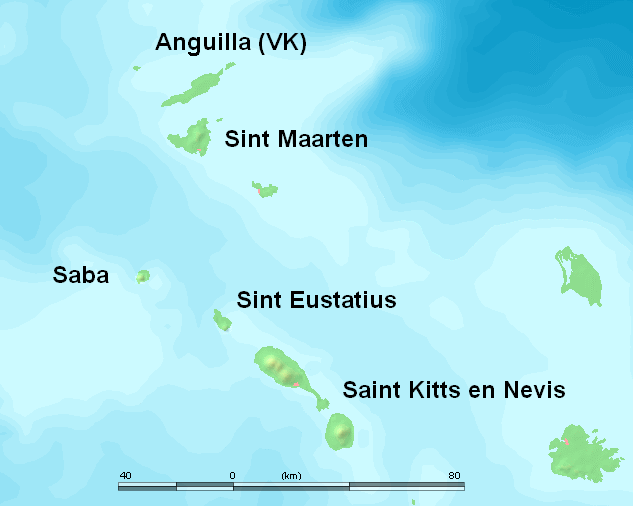
Environnement insulaire
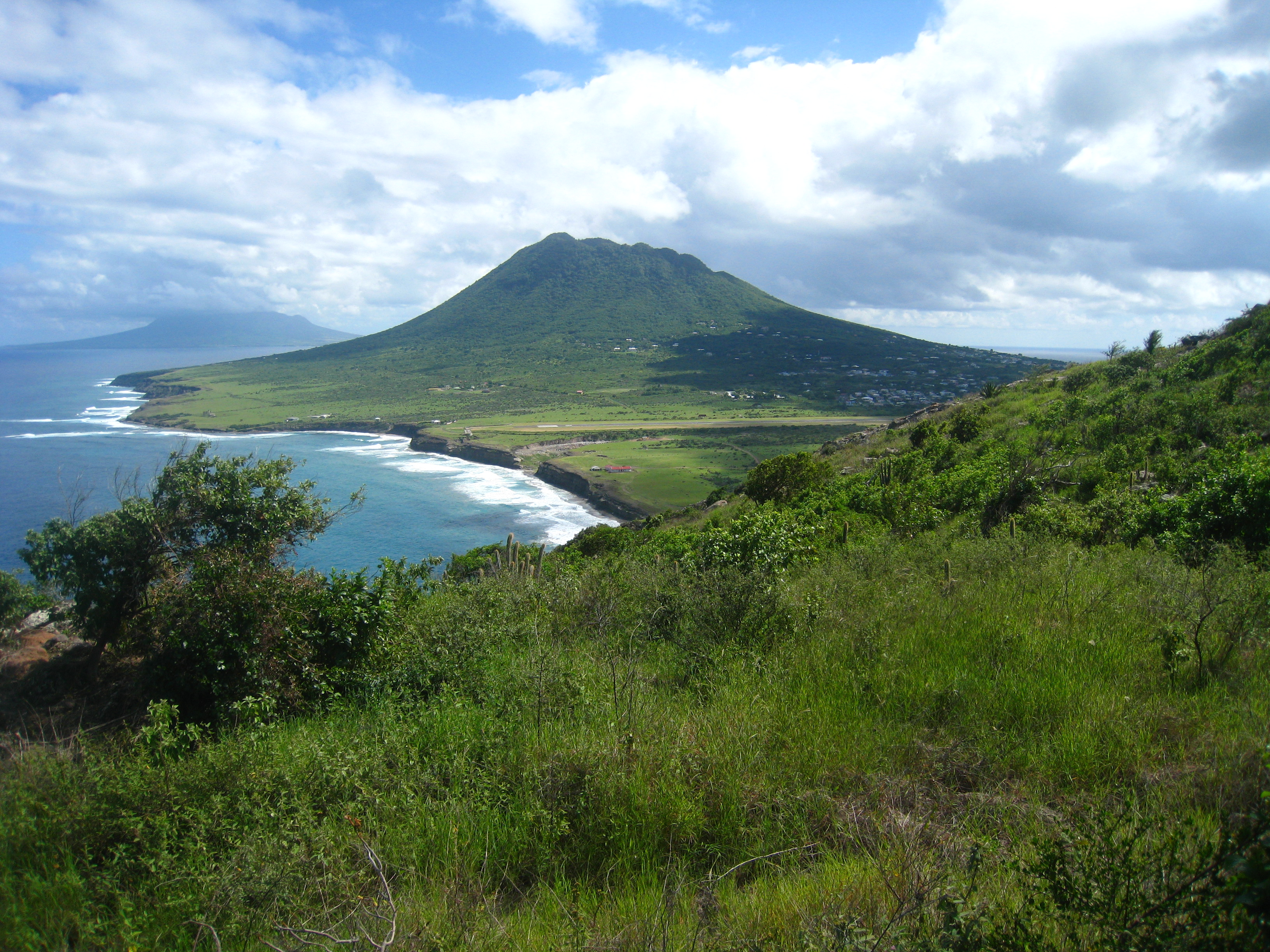
Le volcan assoupi Quill
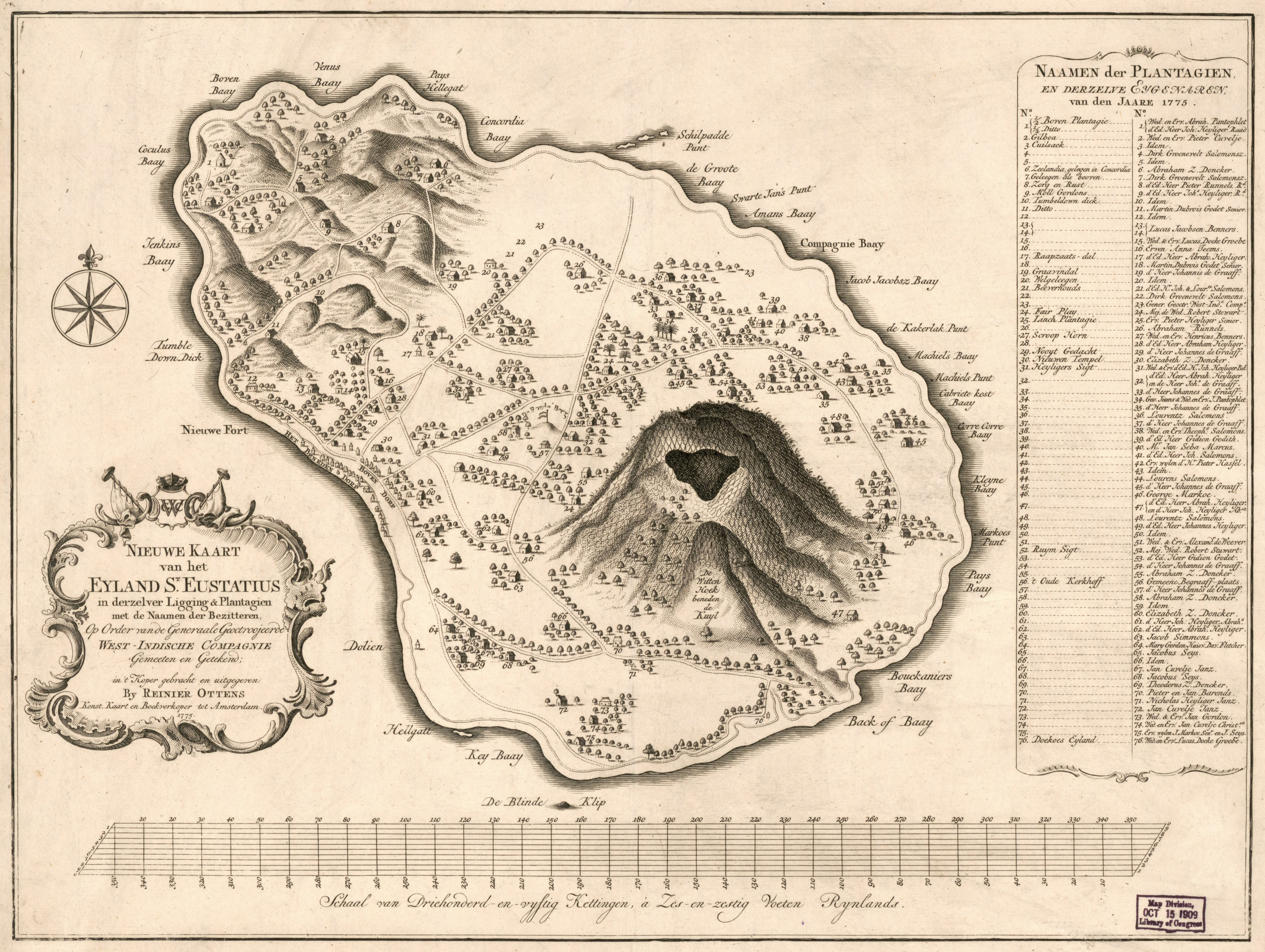
Carte topographique (1775)
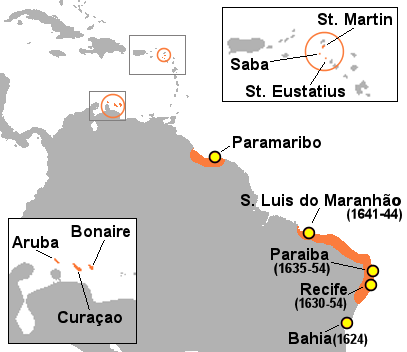
Possessions néerlandaises 1620-1800 en Amérique
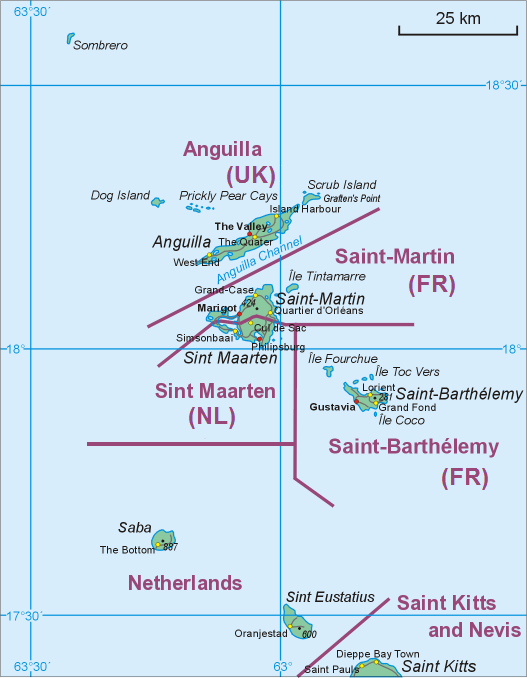
Îles SSS et leurs voisines

## XVIIesiècle

### Présence française
Saint-Eustache, petite île volcanique de 21 km2 seulement, au relief montagneux offre peu d'intérêt pour les Anglais et les Français.
Les Français tentent cependant une première colonisation en 1629 lorsque le gouverneur français de l'île de Saint-Christophe s'y intéresse.
Le capitaine Giron y fait construire un fort au nom de Cahuzac, chef d'escadre envoyé par le cardinal de Richelieu et la Compagnie de Saint-Christophe.
Le fort est abandonné et les Néerlandais l'occupent quelques années plus tard.

### Présence néerlandaise
En 1636, l'île est colonisée par la kamer (chambre) de Zélande de la Compagnie néerlandaise des Indes occidentales.
Ensuite, elle est utilisée  par les Hollandais pour des plantations de tabac, puis de coton, mais l'Espagne reste présente.
Afin de faire des économies, le gouverneur général espagnol décide d'évacuer la population et de détruire installations militaires et citernes.
Parmi les hommes envoyés « quelques Français et quelques Hollandais » se cachent dans les bois au moment de l’embarquement des Espagnols.
Quand les Hollandais arrivent à Saint-Eustache, le gouverneur de l’île, Abraham Adriensen « donna immédiatement une commission datée du 14 février 1648 à un dénommé Martin Thomas pour prendre possession de l’île au nom du prince d’Orange ».
Le gouverneur français de Saint-Christophe Poincy de Villiers nomme le 16 mars 1648 gouverneur son neveu  avec ordre de partager l’île avec les Hollandais, et lui adjoint 300 hommes d’armes.
Les Hollandais acceptent le marché afin de ne pas tout perdre : les Français bénéficient des 2/3 de l’île, et eux du tiers restant mais contenant la grande saline.
En 1648, alors que la présence néerlandaise se poursuit, le missionnaire dominicain Jean-Baptiste Du Tertre y séjourne pendant six semaines, « en habits séculiers et inconnu », tandis que le gouverneur français de l'île de Saint-Christophe, Longvilliers de Poincy, ainsi que le gouverneur de Saint-Eustache, Abraham Adriensen, cherchent à établir leur autorité sur l'île de Saint-Martin.
Le missionnaire dominicain émet après ce voyage un jugement négatif sur Saint-Eustache, ses habitants et son séjour.
L'île n'ayant aucune source d'eau douce, il se plaint entre autres, « d'avoir eu plus faim et soif que jamais auparavant dans sa vie ».
Une série d’arrêts et d’ordonnances ne réussit pas à couper les relations commerciales avec les marchands étrangers et Saint-Eustache devient la « plaque tournante » de la contrebande.
Le 22 juin 1663, une lettre du roi de France au gouverneur général, lui recommandait « de s’appliquer par tous les moyens possible de ruiner l’établissement que les Hollandais font à Saint-Eustache, sans néanmoins y employer la force ouverte ».
En 1678 les îles de Saint-Eustache, une partie de l'île de Saint-Martin et Saba passent sous le contrôle direct de la Compagnie néerlandaise des Indes occidentales. Un gouverneur est installé  à Saint-Eustache et a également la responsabilité de la gestion des trois îles.

### Deuxième guerre anglo-néerlandaise
Après la deuxième guerre anglo-néerlandaise (1665-1667), l'île est rendue aux Néerlandais, officiellement le 16 août 1667, par le traité de Bréda, mais elle est reprise en 1672 par les Anglais lors de la guerre de Hollande, puis rendue officiellement le 18 juin aux Néerlandais.
En juillet 1665, le lieutenant général Edward Morgan arrive de la Jamaïque avec 650 hommes.
Les troupes du gouverneur Peter Andrianson se réfugient dans le fort.
Le butin trouvé à Saint-Eustache à cette occasion par les Anglais comporte 20 canons, 131 armes, 6 barils de poudre, 300 têtes de bovins, 50 chevaux, 500 moutons et chèvres, et surtout 840 esclaves noirs et indiens, 50 000 livres de coton mais peu ou pas de rhum.
La population comprend alors 66 hommes, 42 femmes et 132 enfants hollandais, qui sont envoyés à Saint-Martin.
Une soixantaine d'Anglais, d'Irlandais et d'Écossais qui ont prêté serment d'allégeance au roi d'Angleterre sont laissés sur l'île.

### Affaire de contrebande de Bouillante (1670)
En 1670, des marchandises qui n'ont pas acquitté les droits d'entrée en Guadeloupe sont saisies dans un petit navire de Gaultier et Boët, marchands rochelais habitants de l'islet à Goyave (Bouillante).
Elles viennent d'un navire hollandais de Saint-Eustache, probablement en échange de sucre et de rhum.
Gaultier et Boët, en principe chargés des douanes, servent d'intermédiaires à Guillaume Bologne et Josse Pitre, des Hollandais du quartier de Baillif et de Bouillante.
Ces deux derniers passent donc par des intermédiaires discrets pour importer des esclaves.
Tous deux sont emprisonnés, mais rapidement libérés grâce à une caution versée solidairement par les habitants de la côte sous le Vent.

### Affaire la Royal African Company (1686)
En 1686, la Royal African Company, déplorant l'absence de loi empêchant l'importation, à titre privé, d'esclaves vers les îles britanniques, révèle que les gouverneurs et officiers de Nevis et de Saint-Christophe affirment publiquement qu'il est beaucoup plus pratique d' acheter les esclaves aux Hollandais de Saint-Eustache. Elle déplore que cela encourage les Hollandais à établir un entrepôt d'esclaves dans la petite île. L'année suivante, le capitaine George St Loe se plaint à son tour de la fraude à partir de Saint-Eustache, où plusieurs navires sont ancrés à vue de Saint-Christophe, franco-britannique jusqu'à 1702.

### Passage des protestants français
Les huguenots, surnom des protestants français au XVIIe siècle, ont souvent tenté de fuir à l'étranger au moment de la révocation de l'édit de Nantes, pour rejoindre asse rapidement des territoires hollandais ou anglais, réputés plus accueillants.
Ceux de Saint-Christophe, île partagée entre les Français et les Anglais, gagnent Saint Eustache, située à proximité.
Jean Olry, alors à l’Ile à Vaches, dans la partie sud de Saint-Domingue, prend un bateau hollandais pour Curaçao d'où il se rend ensuite à Saint-Eustache, rejoindre un français marchand de Mazamet dans la province du haut Languedoc.
Samuel de Pechels lui aussi s’embarque de l’île à Vaches et gagne la Jamaïque puis Londres et l’Irlande.
L'époque des Dragonnades en France donne de tels exemples : Jean Olry (1623-1707) (peut-être un homonyme), Île-à-Vache (Haïti).

### XVIIIesiècle

#### Partenaire de Curaçao
Lorsque les Hollandais perdent l’Asiento en 1713, les esclavagistes de la Compagnie néerlandaise des Indes occidentales (1621-1795, WIC), tentent de remplacer Curaçao par les îles Sous-le-Vent Hollandaises comme Saint-Eustache (Antilles), ce qui explique clairement le déclin de la traite négrière néerlandaise au cours de la seconde décennie du XVIIe siècle.
De là, les Hollandais approvisionnent en esclaves plusieurs colonies des Antilles, en particulier les îles françaises pendant les années 1720.
Un siècle plus tôt, en attendant la flotte espagnole annoncée, en septembre 1629, des Français ont pris la décision d'aller habiter l'île de Saint-Eustache et y ont bâti un fort, bien que située à seulement trois lieues de Saint-Christophe.
Jusqu'en 1700 Curaçao a dominé la traite hollandaise des esclaves, et Saint-Eustache (Antilles) n’a jamais vraiment pu la remplacer comme centre de la traite hollandaise d'Asiento.

#### Culture de la canne à sucre
Au XVIIIe siècle, l'île emploie de nombreux esclaves amenés d'Afrique pour la culture de la canne à sucre car elle n'est pas perturbée par les guerres européennes sévissant sur les autres îles des Antilles, lui apportant une économie florissante.
La synagogue de Honen Dalim est construite en 1739 pour l'une des communautés juives d'Amérique.
Des fouilles archéologiques réalisées en avril 2021 par le Centre de recherche archéologique de Saint-Eustache ont exhumé ce qui, d'après les archéologues, pourrait être l'un des plus grands sites funéraires d'esclaves de l'espace caribéen, sur l'ancienne plantation surnommée en néerlandais : Gouden Rots (Rocher doré).
Une pièce de monnaie à l'effigie de George II, datée de 1737, y a été découverte.
Jusque-là, le plus grand cimetière d'esclaves connu était à la "Newton Plantation", à la Barbade, découvert dans les années 1970.
Au XVIIIe siècle, l'île a plus de 8 000 habitants, dont quelque 5000 esclaves.
Afin de « lutter contre les Danois », les droits sur les importations sont supprimés à Saint-Eustache en 1756, et dans les années 1770, l'île produit « environ 600 000 livres de sucre mais en exporte 20 millions ».
Tout le commerce de l’Europe du Nord pour les salaisons, les vivres, les armes et les outils, et de l’Afrique pour les esclaves et en direction de l’Europe et de l’Amérique du Nord pour les denrées coloniales (sucre, rhum, mélasse, café, cacao, coton entre autres) transite par Sainte-Eustache, centre d’un trafic « hors de proportions avec ses dimensions » (21 km2), mais après 1794, elle « redevient une petite île, pauvre et désolée ».

#### Guerre d'indépendance américaine
Lors de la guerre d'indépendance des États-Unis (1775-1783), l'île devient une plaque tournante du commerce d'armes et de munitions permettant aux Treize Colonies de s'approvisionner en armes.
Cette amitié de complicité entre les États-Unis d'Amérique et Saint-Eustache a pour conséquence « l'incident du drapeau », lorsque le gouverneur de l'île Johannes de Graeff (en) (1729-1813) répond favorablement à l'appel du USS Andrew Doria recherché par les Britanniques et qu'il accueille le 16 novembre 1776.
C'est la première reconnaissance de facto des États-Unis d'Amérique par une autre puissance.
Les Britanniques ne prennent pas cet épisode trop au sérieux, bien qu'ils protestent contre le commerce qui se déroule entre Saint-Eustache et les États-Unis.
En 1778, Lord Stortmond déclare au parlement britannique que si Saint-Eustache avait sombré dans la mer trois ans auparavant, le Royaume-Uni en aurait déjà fini avec George Washington.
Le commerce entre l'île et le nouvel État est la raison du déclenchement de la quatrième guerre anglo-néerlandaise (1780-1784), qui se révèle désastreuse pour l'économie des Provinces-Unies.

#### Invasion des Britanniques
Le 3 février 1781, les Britanniques prennent Saint-Eustache.
Le gouverneur De Graeff n'a pas encore été informé de la déclaration de guerre entre les deux nations et a capitulé face aux forces britanniques de l'amiral Rodney.
Dix mois plus tard, l'île est reconquise par les Français alliés des Néerlandais qui retrouvent ainsi la souveraineté sur Saint-Eustache en 1784.
Saint-Eustache a compté jusqu'à 20 000 habitants mais cette population a lentement décru au profit de Curaçao et Saint-Martin lorsque l'esclavage y est aboli en 1863.
L'alternance des contrôles européens se résume ainsi :
- 1781-1784 : France
- 1784-1795 : Pays-Bas
- 1795-1801 : France
- 1801-1802 : Britanniques
- 1802-1810 : Pays-Bas
- 1810-1816 : Royaume-Uni
- 1816-présent : Pays-Bas

Le pays connaît une importante révolte des esclaves en 1848, probablemant en lien avec le décret d'abolition de l'esclavage du 27 avril 1848 (en France et dans ses colonies).
L'abolition de l'esclavage au Royaume-Uni, décidé en 1833, est effectif partout en 1838.
Sur l'île, de possession néerlandaise, l'esclavage est aboli seulement en 1863 : traite négrière et esclavage dans l'Empire colonial néerlandais.

### XXesiècle
En 1954, Saint-Eustache obtient le statut de territoire associé au sein des Antilles néerlandaises et se tourne vers le tourisme et l'écotourisme grâce à ses sites de plongée sous-marine, son héritage culturel, historique, son parc national et son parc marin.

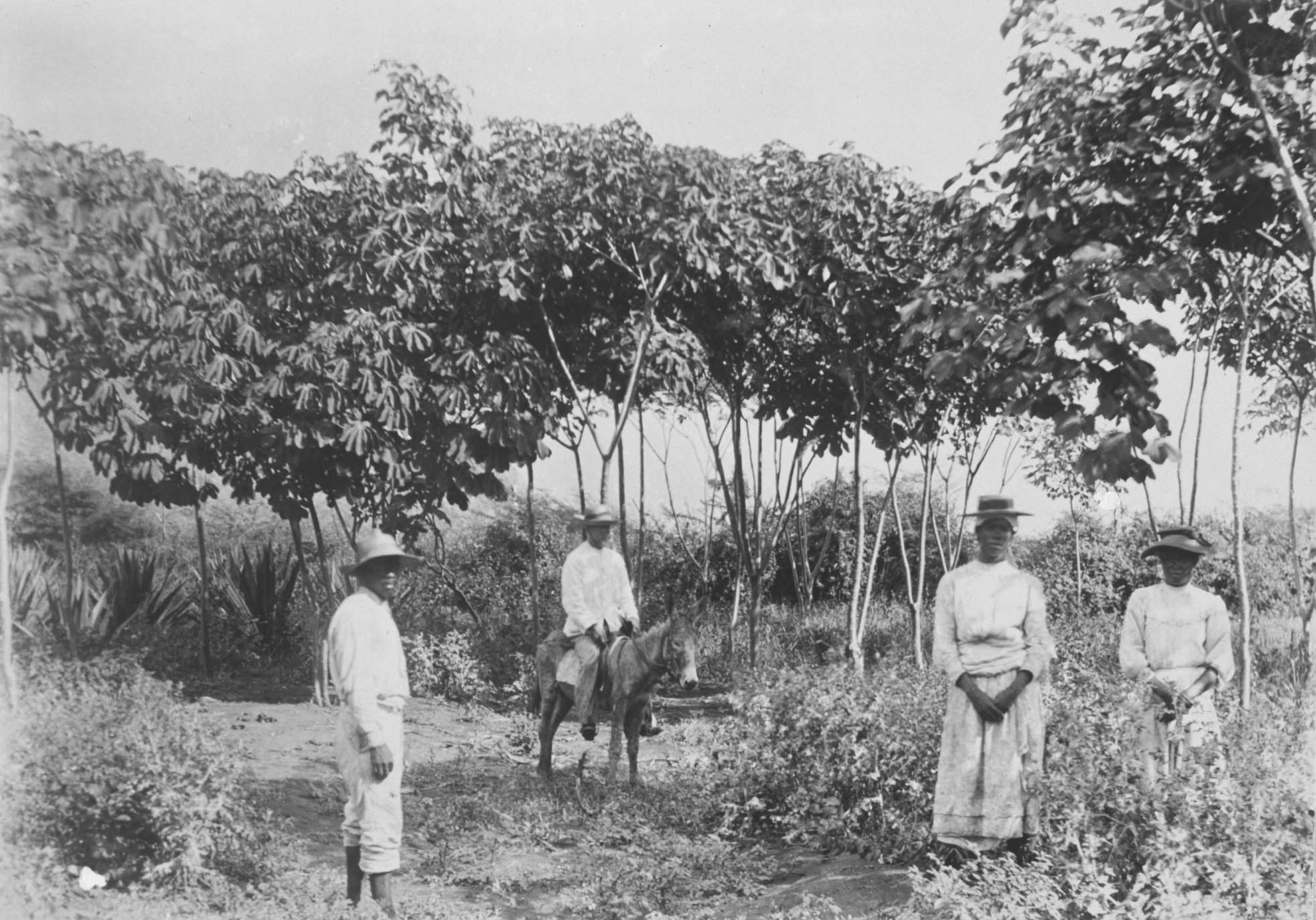
Plantation, Saint-Eustache (1920)
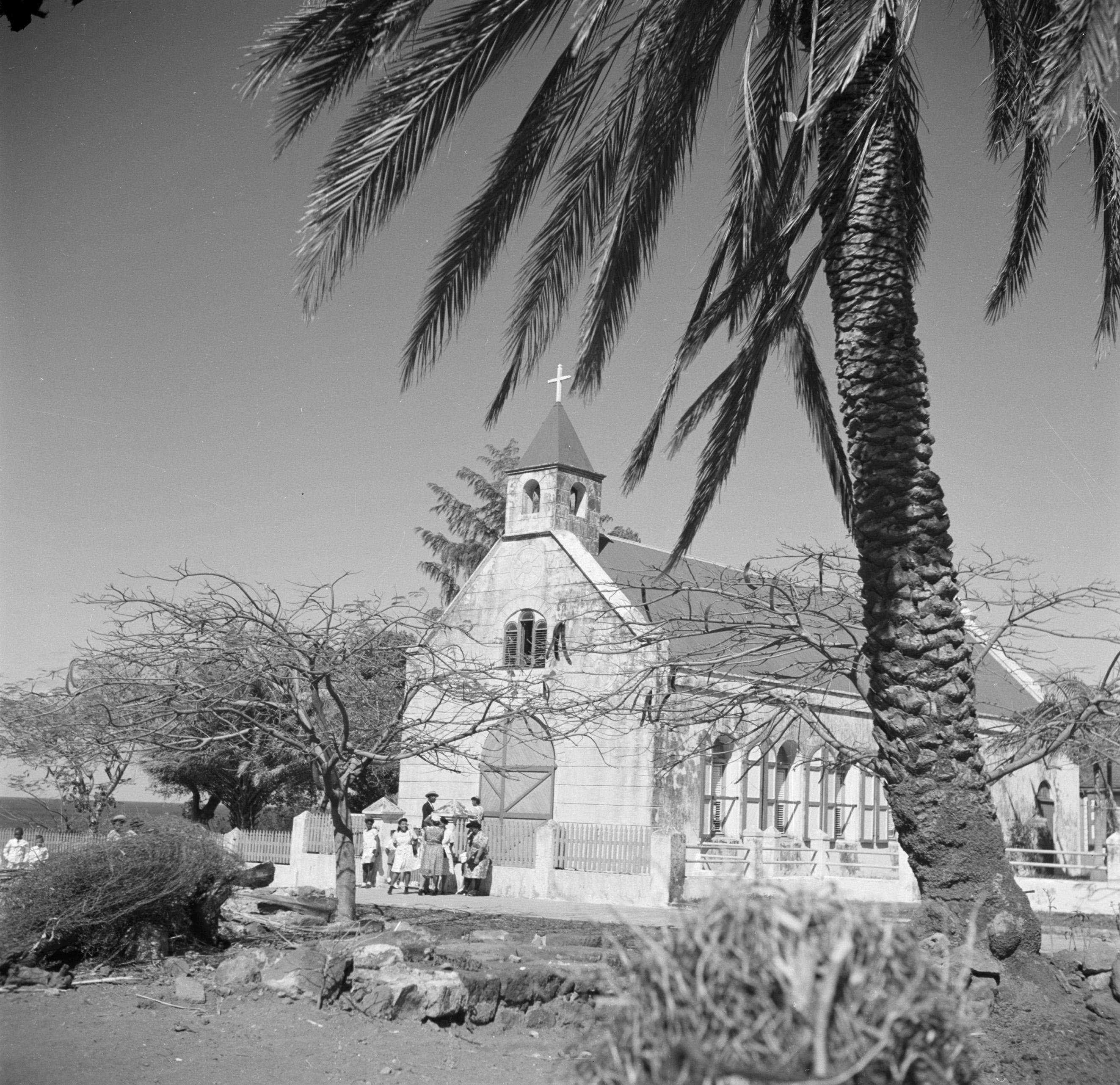
Église (1947)
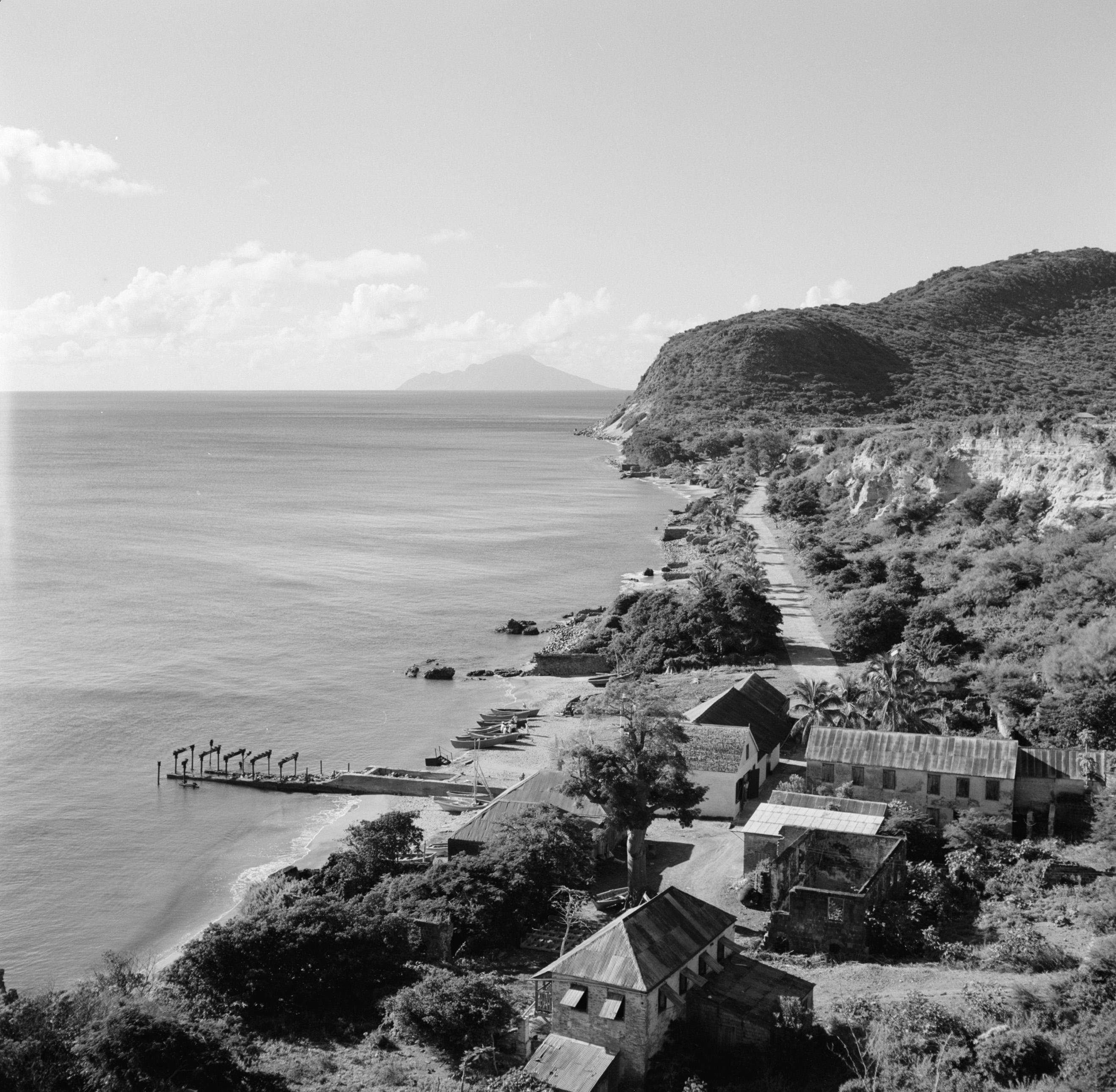
Saint-Eustache (1955)
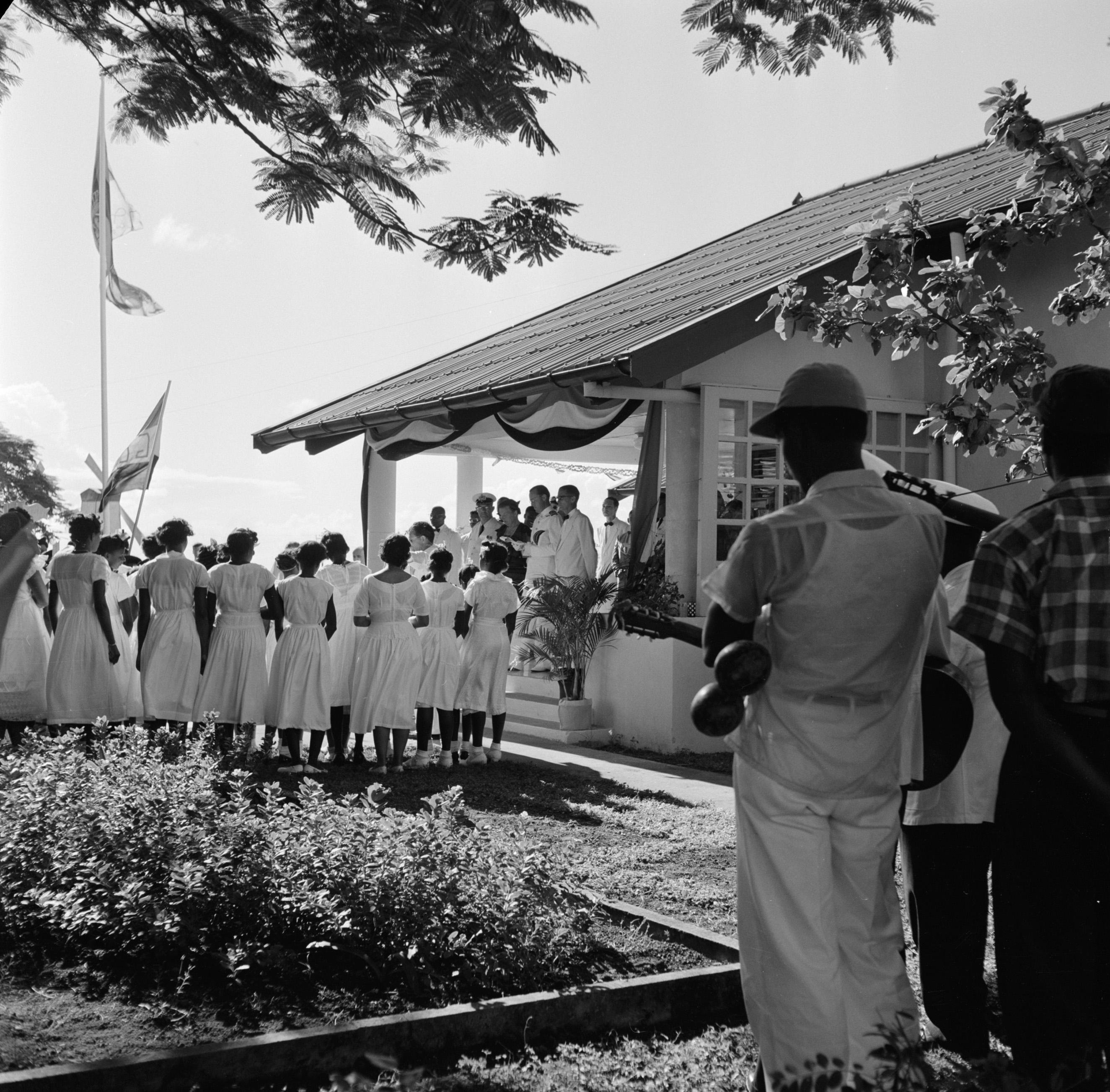
Saint-Eustache (1955)
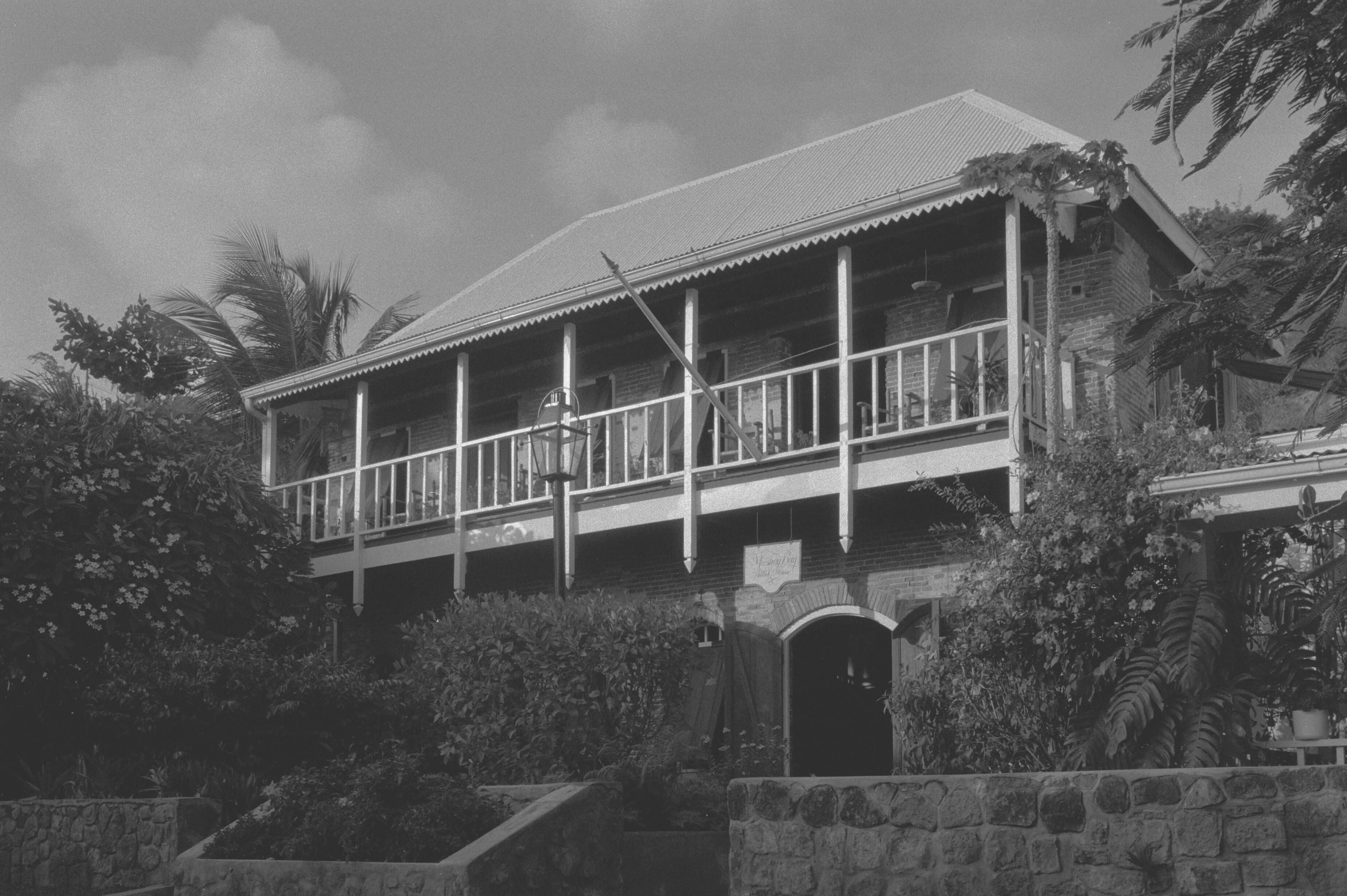
Old Gin House (1982)

### XXIesiècle
En 2004, une commission des gouvernements des Antilles néerlandaises et des Pays-Bas fait état d'une nécessaire réforme du statut politique et le 8 avril 2005, les citoyens de Saint-Eustache la valident par référendum.
Saint-Martin a opté cinq ans plus tôt pour le statut apparte qui prévaut déjà dans le cas d'Aruba depuis la fin des années 1980.
Saba et Bonaire, quant à elles, se sont prononcées en 2004 et désiraient renouer directement avec les Pays-Bas. Saint-Eustache décida le statu quo et Curaçao le statut aparte.
Aucune ne penche vers l'indépendance totale.
Le 12 octobre 2006, un accord est passé entre les Pays-Bas, Saba, Saint-Eustache et Bonaire afin qu'elles leur soient rattachées.
Le 3 novembre suivant, un accord est entériné entre les Pays-Bas, Sint-Maarten et Curaçao afin qu'elles jouissent d'une souveraineté étendue.
Cet accord est subséquemment rejeté par Curaçao puisque les Curaçaoans n'étaient pas convaincus que cette restructuration allait leur donner toute la latitude désirée.
Le 12 février 2007 un nouvel accord est ratifié entre l'ancienne métropole et les îles (sauf Curaçao) pour la dissolution de l'État des Antilles néerlandaises à compter du 15 décembre 2008.
Un accord intervient plus tard entre toutes les parties ce qui reporte la dissolution effective de cet État au 10 octobre 2010.
Depuis cette date, Sint-Maarten et Curaçao jouissent officiellement du statut d'État au sein du Royaume des Pays-Bas (comme Aruba).
Les plus petites îles de Bonaire, Saint-Eustache et Saba (Pays-Bas caribéens) ont réincorporé l'État néerlandais en tant qu'entités publiques à statut particulier (néerlandais : openbare lichamen).
En 2018, alors que Saint-Eustache n'a plus que 3 000 habitants, le gouvernement néerlandais dénonce la "négligence" et "l'illégalité" qui y règnent : elle est accusée d'avoir laissé traîner les travaux d'amélioration des routes et de l'approvisionnement en eau.

#### Saint-Eustache (Antilles)
- Cartes historiques de Saint-Eustache (en)
- Langues à Saint-Eustache (85 % anglophone)
- stratovolcan Quill

##### 1600
- Empire colonial néerlandais (1602-2010), Compagnie néerlandaise des Indes occidentales (1621-1792)
  - Caraïbes néerlandaises, liste des dirigeants des îles du royaume des Pays-Bas aux Antilles
  - Liste des gouverneurs de Saint-Eustache, Saba et Saint-Marin (en) (1639-1854)
- Plantations à Saint-Eustache (en)
- Fort Oranje (Saint-Eustache) (1636)
- Expédition Cassard (1711-1713)

##### 1800
- Colonie de Curaçao et dépendances (1814-1954)
- Phare d'Oranjestad (1893)

##### 1900
- Traité frontalier entre les Pays-Bas et le Venezuela (en)
- STENAPA (nl) (1988, St Eustatius National Parks Foundation)
- Garde côtière néerlandaise des Caraïbes (1996)
- Université américaine des sciences intégratives (en) (1999)

##### 2000
- Créole des Îles Vierges (en), parlé aussi à Saba, Saint-Eustache et Saint-Martin (76 000 locuteurs présumés vers 2010)
- Miss Blyden (nl), boisson locale à base de figues de Barabarie
- Liste des bâtiments protégés à Saint-Eustache (en)
- Liste des établissements d'enseignement supérieur dans la partie caribéenne du Royaume des Pays-Bas (nl)
- Musée de la Fondation historique de Saint-Eustache
- Dissolution de la fédération des Antilles néerlandaises (2010), Pays-Bas caribéens (Bonaire, Saint-Eustache et Saba, BES), Îles ABC (Antilles) (Aruba, Bonaire, Curaçao), Îles SSS (Saba, Saint-Eustache, Saint-Martin)
  - Liste des dirigeants des îles du royaume des Pays-Bas aux Antilles
  - Liste des gouverneurs de Saint-Eustache (nl) (1976-présent), Claudia Toet (en) (2021-présent)
- Élections du conseil insulaire néerlandais de 2023 (en)

- Cour de justice commune d'Aruba, Curaçao, Sint Maarten et de Bonaire, Saint-Eustache et Saba (en)
- Voisinage néerlandais : Saba, Saint-Martin (royaume des Pays-Bas)